# CFNM
CFNM (аббр. англ. Clothed Female, Naked Male «одетая женщина, голый мужчина») — жанр эротики, а также разновидность полового поведения и ролевых сексуальных игр, предполагающая обнажение мужчины в присутствии одной или нескольких полностью одетых женщин, которые могут и не вступать с ним в сексуальную связь. Иногда сопровождается мастурбацией мужчины.
Невзирая на то, что демонстрация мужчиной половых органов и прочих частей обнажённого тела лицам противоположного пола напоминает проявления эксгибиционизма, чаще всего практика CFNM рассматривается в качестве одного из направлений субкультур БДСМ и фемдом, поскольку её основным мотивом, как правило, является достижение сексуального возбуждения вследствие господства одетой женщины над испытывающим чувства стыда и унижения голым мужчиной. Однако, в отличие от последнего, CFNM предполагает лишь моральное доминирование женщины, без причинения физической боли. Другой отличительной чертой CFNM от БДСМ является отсутствие характерной для БДСМ атрибутики.
Сюжетами ролевых игр в стиле CFNM чаще всего служат игры на раздевание, медосмотры в военкомате и т. д. Для усиления возбуждения женщина может прикасаться к частям тела или гениталиям мужчины, стимулируя половой член руками или при помощи различных приспособлений. Также разновидностью CFNM может быть совершение полового акта в присутствии не принимающих участия в совокуплении наблюдающих со стороны одетых женщин (сравни вуайеризм).